# Your Song (canção de Rita Ora)
"Your Song" é uma canção da cantora e compositora britânica Rita Ora. Ela foi lançada nas lojas digitais em 26 de Maio de 2017 como o primeiro single do seu segundo álbum de estúdio, Phoenix (2018). A canção atingiu a posição de número sete no UK Singles Chart, tornando-se o nono single de Ora a alcançar o top 10 do Reino Unido. Ela também atingiu o top vinte em mais de quinze países, incluindo a Bélgica, Holanda, Alemanha, Suíça, Austrália e Nova Zelândia.

## Composição
"Your Song" é realizada na chave B♭ menor com um tempo de 118 batimentos por minuto em tempo comum. A canção segue uma progressão de acordes de B♭m–G♭–D♭–G♭–D♭–A♭–B♭m, e os vocais de extensão de Ora Um♭3 para D♭5.

## Vídeo da música
O áudio da canção foi carregado no YouTube , um dia antes de seu lançamento oficial. Em 22 de junho de 2017, o vídeo oficial da música "Your Song", foi lançado no canal oficial de Ora no YouTube. O vídeo, filmado em Vancouver, foi dirigido por Michael Haussman.

## As performances ao vivo
Ora apresentou "Your Song" pela primeira vez em 25 de Maio de 2017 durante o amfAR, baile de gala de caridade em 2017 no Festival de Cinema de Cannes. Ela reprisou o desempenho para a Radio 1's Big Weekend em Hull , em 28 de Maio. Em 23 de junho, ela fez a primeira performance televisionada da música no The One Show na BBC One. Ora cantou a música no programa de televisão francês, Quotidien, uma semana depois, no dia 30 de junho. Em 18 de julho, Ora cantou a música no programa Tonight Show, Estrelado por Jimmy Fallon. Ela cantou a música no 2017 Teen Choice Awards, no dia 13 de agosto. Ela cantou a música novamente no The Ellen DeGeneres Show no dia 3 de outubro de 2017. Ora cantou um medley de "Anywhere" e "Your Song" em 2017 MTV Europe Music Awards no dia 12 de novembro. Ela repetiu a mesma medley de músicas no 2017 Bambi Awards no dia 16 de novembro. Em 12 de abril de 2018, Ora cantou a música ao vivo durante um medley com "Anywhere" e "For You" (dueto com Liam Payne) no German Echo Music Prize.

## Lista de faixas
Download digital
1. "Your Song" – 3:00

Download digital – Acoustic
1. "Your Song" (Acoustic) – 3:01

Download digital – Remixes
1. "Your Song" (Cheat Codes Remix) – 3:35

1. "Your Song" (Disciples Remix) – 5:34

1. "Your Song" (TeamSalut Remix) [featuring. Burna Boy] – 4:00

1. "Your Song" (Sick Individuals Remix) – 3:24

## Certificações
| Região | Certificação | Unidades certificadas/Vendas |
| --- | ------------ | ---------------------------- |
| Austrália (ARIA) | 2× Platina   | 140.000^                     |
| Áustria (IFPI Áustria) | Ouro         | 15.000*                      |
| Bélgica (BEA) | Platina      | 30,000*                      |
| Canadá (Música Canadá) | Platina      | 80.000^                      |
| Dinamarca (IFPI Dinamarca) | Ouro         | 45.000^                      |
| França (SNEP) | Ouro         | 75,000*                      |
| Alemanha (BVMI) | Platina      | 400.000^                     |
| Itália (FIMI) | Platina      | 50,000                       |
| Holanda (NVPI) | Platina      | 80.000^                      |
| Nova Zelândia (RMNZ) | Ouro         | 15.000*                      |
| Suécia (GLF) | Ouro         | 20.000^                      |
| Suíça (IFPI Suíça) | Platina      | 30.000^                      |
| Reino unido (BPI) | Platina      | 600.000                      |
| *números de vendas com base na certificação sozinho^remessas de valores baseados em certificação sozinhovendas+de transmissão de valores baseados em certificação sozinho |              |                              |

## Histórico de lançamento
| Região         | Data                | Formato                | Gravadora | Ref.   |
| -------------- | ------------------- | ---------------------- | --------- | ------ |
| Vários         | 26 de Maio de 2017  |                        | Atlantic  | [ 35 ] |
| Japão          | 26 de Maio de 2017  | [ 36 ]                 | Atlantic  |        |
| Ásia           | 26 de Maio de 2017  | Sony                   | [ 37 ]    |        |
| Reino Unido    | 26 de Maio de 2017  | Contemporary hit radio | Atlantic  |        |
| Itália         | 16 de junho de 2017 | Contemporary hit radio | Warner    | [ 38 ] |
| Estados Unidos | 10 de julho de 2017 | Hot adult contemporary | Atlantic  | [ 39 ] |
| Estados Unidos | 11 de julho de 2017 | Contemporary hit radio | Atlantic  | [ 40 ] |